# Tanabe Keisuke
Keisuke Tanabe (田辺 圭佑 Tanabe Keisuke, sinh ngày 29 tháng 3 năm 1992 ở Sakado, Saitama) là một cầu thủ bóng đá người Nhật Bản thi đấu cho Roasso Kumamoto.

## Thống kê câu lạc bộ
Cập nhật đến ngày 23 tháng 2 năm 2017.
| Thành tích câu lạc bộ | Thành tích câu lạc bộ | Thành tích câu lạc bộ | Giải vô địch | Giải vô địch | Cúp                   | Cúp                   | Tổng cộng | Tổng cộng |
| Mùa giải              | Câu lạc bộ            | Giải vô địch          | Số trận      | Bàn thắng    | Số trận               | Bàn thắng             | Số trận   | Bàn thắng |
| Nhật Bản              | Nhật Bản              | Nhật Bản              | Giải vô địch | Giải vô địch | Cúp Hoàng đế Nhật Bản | Cúp Hoàng đế Nhật Bản | Tổng cộng | Tổng cộng |
| --------------------- | --------------------- | --------------------- | ------------ | ------------ | --------------------- | --------------------- | --------- | --------- |
| 2014                  | FC Ryūkyū             | J3 League             | 30           | 0            | 1                     | 0                     | 31        | 0         |
| 2015                  | FC Ryūkyū             | J3 League             | 32           | 2            | 2                     | 0                     | 34        | 2         |
| 2016                  | FC Ryūkyū             | J3 League             | 27           | 2            | 2                     | 1                     | 29        | 3         |
| Tổng cộng sự nghiệp   | Tổng cộng sự nghiệp   | Tổng cộng sự nghiệp   | 89           | 4            | 5                     | 1                     | 94        | 5         |